# تمرد الأدارسة
تمرد الأدارسة هو تمرد سياسي و ثورة مسلحة قام بها الأدارسة و أنصارهم بقيادة الحسن بن علي الإدريسي في المخلاف السليماني ضد الملك عبدالعزيز آل سعود (منطقة جازان حالياً في جنوب السعودية) بعد أن تحولت اتفاقية مكة 1926 إلى اتفاق سيطرة في أكتوبر 1930 وجرت المحاولات في الفترة ما بين نوفمبر 1932 - فبراير 1933 

## خلفية تاريخية
كان الأدارسة يحكمون جازان فيما يعرف بالإمارة الإدريسية منذ بداية القرن 20 حتى اكتوبر 1926م حيث دخلت جازان إلى الحكم السعودي بموجب إتفاقية مكة 1926 ، لكن حاكم إمارة شرق الأردن عبد الله بن الحسين أرسل إلى الأدارسة مندوب، حيث وصل إليهم حسين الدباغ، بوصفه مندوباً عنه و عن حزب الأحرار الحجازي وحرضهم على العصيان على عبد العزيز آل سعود والثورة ضده، في الوقت الذي تقع فيه ثورة حامد بن رفادة في بادية الحجاز وقد قاد حركة التمرد في تلك المنطقة الحسن بن علي الإدريسي.

## اندلاع التمرد و نهايته
بعث ملك مملكة الحجاز و نجد و ملحقاتها عبد العزيز آل سعود برقية، في 28 جمادى الآخرة 1350هـ/11 نوفمبر 1931م إلى الحسن بن علي الإدريسي ، يذكره فيها بالاتفاقية بينهما. لكنه لم يصغ إليه، وأخذ يراوغ، بل قام بمحاصرة مندوب حكومة مملكة الحجاز. و نجد و ملحقاتها انذاك ، فهد بن زعير، ورجاله، في جازان في 5 رجب 1351هـ/4 نوفمبر 1932م. و وصله بعض المدد و الدعم من حزب الأحرار الحجازي المناهض للملك عبدالعزيز. إزاء هذا التطور، بعث عليه الملك عبد العزيز جيشاً كبيراً، بقيادة الأمير عبد العزيز بن مساعد بن جلوي، دخل جازان، في 18 رجب1351هـ/نوفمبر 1932م. ونجح في القضاء على تمرد الأدارسة في أواخر شوال 1351هـ/24 فبراير 1933 م، وفر زعماؤهم إلى اليمن. فطلب الملك عبد العزيز آل سعود من الملك يحيى حميد الدين ، تسليم الفارين ، تنفيذاً للمعاهدة المعقودة بين الطرفَين. ولكن الملك اليمني، رجا الملك عبدالعزيز أن يعفو عنهم، وأن يبقى السيد حسن الإدريسي وأهله خاصة في اليمن. فوافق الملك عبد العزيز على ذلك، وعفا عنهم. فعاد قسم منهم إلى جازان وخصص للحسن وأسرته مرتبات سخية. ولكن ملك اليمن، حاول استغلال الإدريسي ضد الملك عبد العزيز. فلما وقع الخلاف بين المملكة العربية السعودية والمملكة المتوكلية اليمنية في الحرب اليمنية السعودية عام 1352هـ/1933 م، كان من شروط الصلح بينهما تسليم الأدارسة للملك. فسلموا بتاريخ 14 ربيع الأول 1353هـ/26 يونيو 1934م، فأكرم عبد العزيز آل سعود وفادتهم، وأنزلهم في مكة المكرمة.